# Marina de Guerra del Perú
La Marina de Guerra del Perú (MGP) es la rama de las Fuerzas Armadas del Perú encargada de la defensa marítima, fluvial y lacustre. Integra el Comando Conjunto de las Fuerzas Armadas del Perú y dependen del Ministerio de Defensa.

## Historia

### Antecedentes
La Marina de Guerra del Perú es heredera de la Armada del Mar del Sur, creada por la Corona Española en 1580 con el fin de mantener la seguridad de las rutas marítimas en toda la costa del Pacífico desde Cabo de Hornos a Centroamérica, en particular la ruta Callao-Panamá, por las grandes cantidades de plata y oro que se enviaban a la metrópoli y el ataque de los piratas y corsarios como Joris Van Spilbergen o Jacques L'Hermite. Por iniciativa del virrey Luis Enríquez de Guzmán se creó un centro de formación para pilotos en 1657 bajo la dirección de Francisco Ruiz Lozano, cosmógrafo mayor del reino. En 1791 se dio la Real Orden para la creación de la Real Academia de Náutica de Lima con el objetivo de "preparar alumnos para convertirlos en pilotines, y, adicionalmente, graduar pilotos con el suficiente bagaje profesional para garantizar sus futuros desempeños en buques que los requiriesen".

### Fundación
Luego de la independencia del Perú, el 8 de octubre de 1821, el general José de San Martín, protector del Perú, creó la Marina de Guerra del Perú, siendo su primer comandante en jefe el capitán de navío Martin Jorge Guise

### Acciones
Tiene como héroe máximo nacional al gran almirante Miguel Grau, denominado también «El Caballero de los Mares» y «Peruano del Milenio».

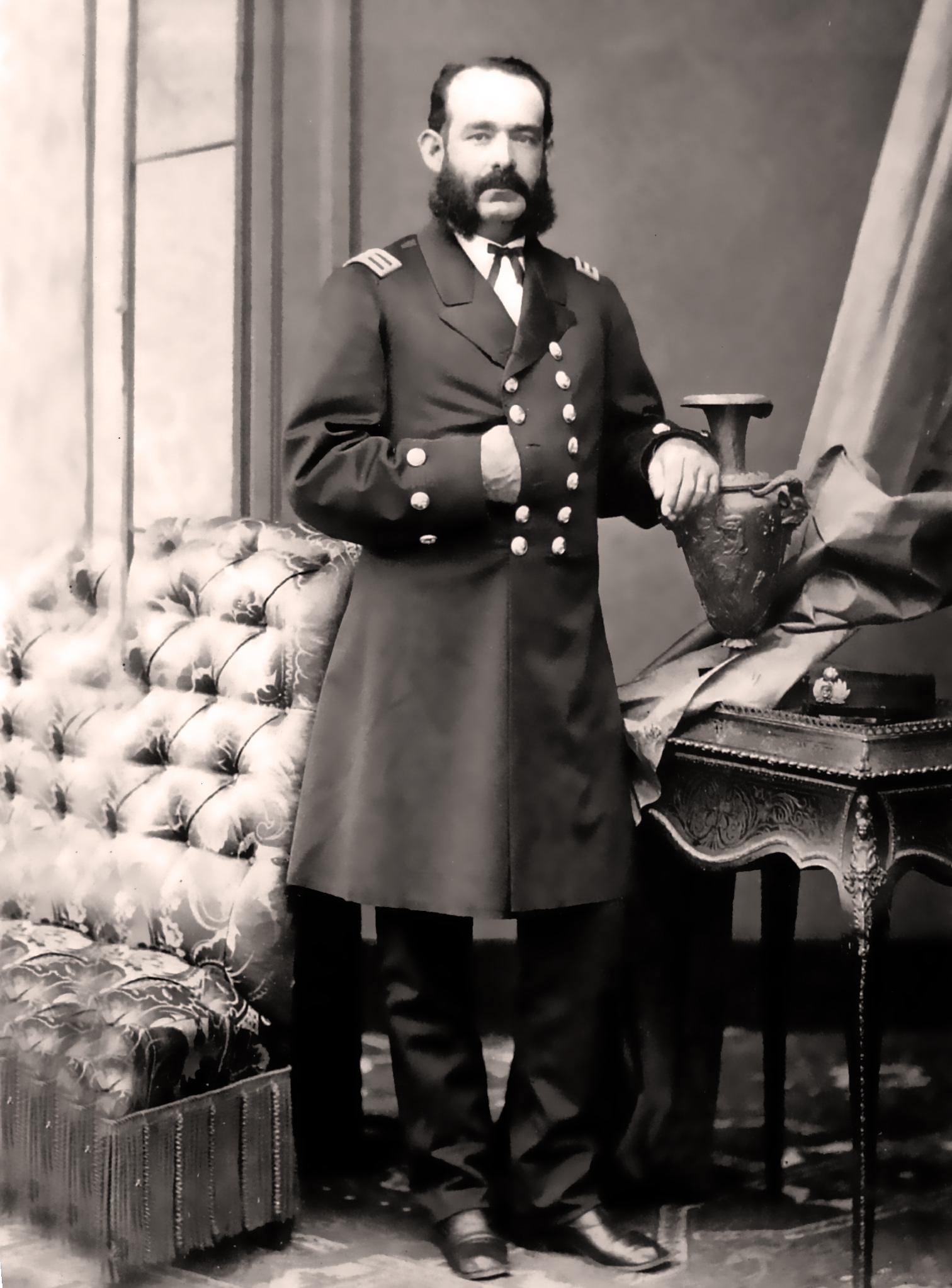
Gran Almirante Miguel Grau, Héroe máximo de la Marina de Guerra del Perú.

La Marina de Guerra del Perú a inicios del siglo XX se ve influenciada por una misión naval francesa contratada para su modernización, la misma que trabajó hasta el inicio de la Primera Guerra Mundial. En 1919 se solicitó una Misión Naval de los Estados Unidos, que influye profundamente en la formación y perfeccionamiento del personal naval peruano.
Desde la independencia hasta 1919, la Marina estuvo bajo la autoridad política del Ministro de Guerra y Marina; luego, hasta 1987, del ministro de Marina, actualmente es del ministro de Defensa.
La autoridad naval de mayor jerarquía es el comandante general de la Marina, que ostenta durante el ejercicio del cargo, el grado de Almirante.
El comandante general de la Marina junto con el jefe de Estado Mayor General de la Marina, componen el Alto Mando Naval.

## Personal naval
La Marina de Guerra del Perú se constituye por 1955 oficiales, 15 999 técnicos y Oficiales de Mar y 3711 marineros, el personal naval se divide en tres estamentos:

### Personal Superior (Oficiales)

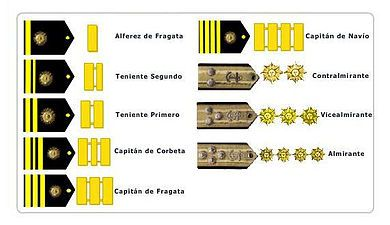
Insignias de grados del Personal de Oficiales

Oficiales almirantes:
- Almirante
- Vicealmirante
- Contralmirante

Oficiales superiores:
- Insignias de grados del Personal de OficialesCapitán de Navío
- Capitán de Fragata
- Capitán de Corbeta

Oficiales subalternos:
- Teniente Primero
- Teniente Segundo
- Alférez de Fragata

Cadetes de la Escuela Naval:
- Cadete de 4.º año
- Cadete de 3.º año
- Cadete de 2.º año
- Cadete de 1.º año
- Cadete aspirante

### Personal Subalterno (Técnicos y Oficiales de Mar)

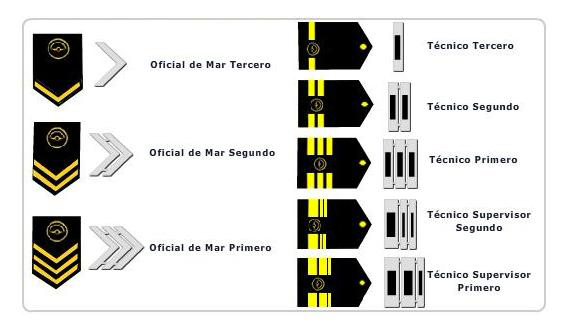
Insignias de grados del Personal Subalterno

- Técnico Supervisor PrimeroInsignias de grados del Personal Subalterno
- Técnico Supervisor Segundo
- Técnico Primero
- Técnico Segundo
- Técnico Tercero
- Oficial de Mar Primero
- Oficial de Mar Segundo
- Oficial de Mar Tercero

### Personal de Alumnos de la Escuela De Personal Sub-Alterno - CITEN

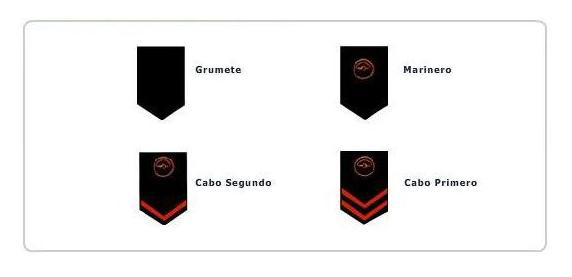
Insignias de grados del Personal de Marineria

- Alumno de 3.º año
- Alumno de 2.º año
- Alumno de 1.º año

### Personal de Marinería
- Cabito primero
- Cabo segundo
- Marinero
- Grumete

## Especialidades
Especialidades del Personal Superior:
El Oficial de Comando General se puede especializar en Guerra de Superficie, Submarinos, Aviación Naval, Infantería de Marina, Operaciones Especiales, Hidrografía y Navegación, Inteligencia, Buceo y Salvamento, Ingeniería de Armas, Ingeniería Naval, Electrónica o Ingeniería de Sistemas.
Los Oficiales Especialistas, son profesionales asimilados, entre ellos: abogados, arquitectos, ingenieros, médicos, contadores, odontólogos, administradores, etc.— se identifican por el uso de la insignia de su especialidad en lugar del sol dorado (representativa del oficial de Comando General). También son denominados oficiales especialistas, los oficiales egresados de la Escuela Naval que por su capacitación posterior, optan por una actividad técnica como orientación de su carrera profesional, como Ingeniero Naval, Arquitectura Naval, Ingeniero Electrónico, etc.
Especialidades del personal subalterno:
I. Especialidades Técnicas Navales:
| * Infantería de Marina   | * Armas Submarinas | * Mecánica Naval       | * Electrónica                        |
| * Operaciones Especiales | * Control de tiro  | * Mecánica de aviación | * Telemática                         |
| * Inteligencia           | * Artillería       | * Motores de aviación  | * Sistemas y Administración de Redes |
| * Policía Naval          | * Maniobras        | * Sensores de aviación | * Administrativo                     |
| * Guardacostas           | * Radar            | * Motores Navales      | * Enfermero Naval                    |
| * Hidrografía            | * Sonar            | * Máquinas Navales     | * Buceo y Salvamento                 |
| * Practicaje Fluvial     | * Señales          | * Electricidad         |                                      |

II. Especialidades de Apoyo y Servicios:
| * Artes Gráficas | * Fotografía          | * Música               | * Servicios Especiales |
| * Carpintería    | * Mecánica automotriz | * Secretario Ejecutivo |                        |

## Organización y Funciones
La Marina de Guerra del Perú controla, vigila y defiende el dominio marítimo, el ámbito fluvial y lacustre, de conformidad con la ley y con los tratados ratificados por el Estado, con el propósito de contribuir a garantizar la independencia, soberanía e integridad territorial de la República. Interviene y participa en el control del orden interno, de acuerdo con lo establecido en la Constitución Política del Perú y leyes vigentes. Participa en el desarrollo económico social del país, en la ejecución de acciones cívicas y de apoyo social en coordinación con las entidades públicas cuando corresponda, así como en las acciones relacionadas con la Defensa Civil, de acuerdo a la ley.
Ámbitos de Competencia
La Marina de Guerra del Perú controla, vigila y defiende el dominio marítimo, el ámbito fluvial y lacustre, de conformidad con la ley y con los tratados ratificados por el Estado, con el propósito de contribuir a garantizar la independencia, soberanía e integridad territorial de la República. Interviene y participa en el control del orden interno, de acuerdo con lo establecido en la Constitución Política del Perú y leyes vigentes. Participa en el desarrollo económico social del país, en la ejecución de acciones cívicas y de apoyo social en coordinación con las entidades públicas cuando corresponda, así como en las acciones relacionadas con la Defensa Civil, de acuerdo a la ley.
El área marítima
Abarca las aguas jurisdiccionales hasta las 200 millas náuticas del Dominio Marítimo Nacional, incluyendo su lecho y subsuelo, la Región de Búsqueda y Rescate que el Perú ha asumido frente a la comunidad internacional dentro del Sistema Global de Búsqueda y Rescate Marítimo; así como, las aguas en donde la protección de las Líneas de Comunicación Marítimas y la defensa de los Intereses Nacionales requieran la presencia naval. Se definen como áreas marítimas estratégicas a los especiaos del mar que un país requiere controlar y mantener para asegurar el tráfico marítimo interno, necesario tanto para su economía y vida, como para sostener el esfuerzo de la guerra.
El área fluvial y ribereña de la Amazonía Peruana
Cuenta con más de 18 000 km de ríos navegables ubicados en un territorio de aproximadamente 670 000 km2 de la cuenca amazónica. Los sistemas fluviales de los ríos Amazonas y Madre de Dios constituyen vías naturales de conexión con el océano Atlántico, lo que le otorga al Perú una condición de país con proyección bioceánica.
Las áreas lacustres
Incluyen miles de lagos y lagunas en los que se desarrollan actividades de interés acuático, teniendo como su principal expresión el lago binacional Titicaca cuya porción nacional tiene casi 5000 km2 de superficie, los lagos Junín, Parinacochas y Rimachi; así como, las lagunas Arapa, Lagunillas, Umayo y Puca Yacu, entre muchas otras, con una superficie de agua que se expresa en decenas de miles de kilómetros cuadrados.
El área Antártica

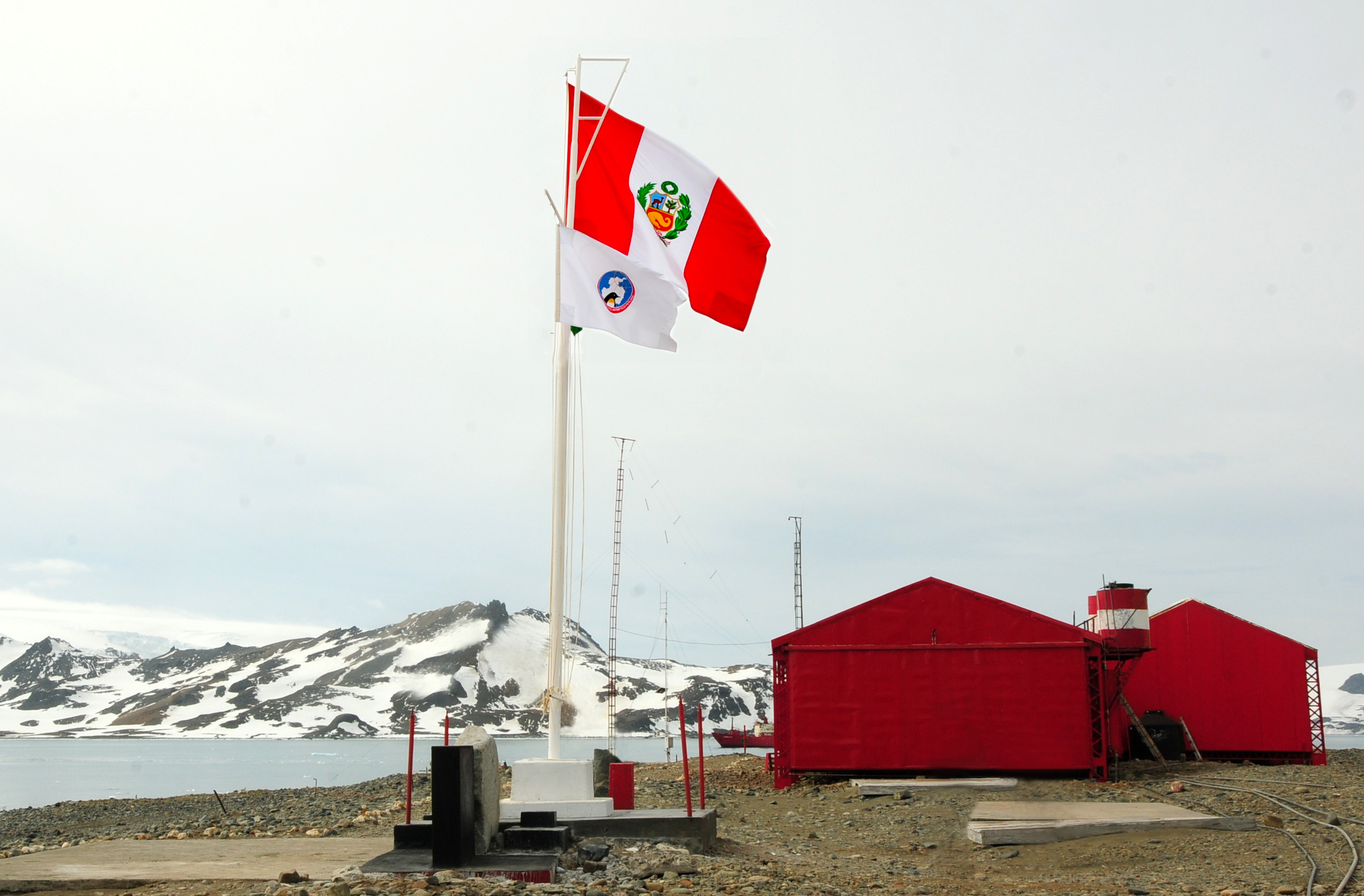
Base Machu Picchu - Estación de investigación científica polar

El Perú como miembro consultivo del tratado Antártico, tiene intereses científicos y de proyección estratégica y económica.
La Base Machu Picchu es una estación de investigación científica polar establecida en la Antártida por el Estado peruano, miembro consultivo del Tratado Antártico. El propósito es la realización de estudios geográficos, geológicos, climatológicos y biológicos en esta zona. La base se ubica en la bahía Almirantazgo, ensenada McKellar de la isla Rey Jorge (o isla 25 de Mayo) que forma parte de las Shetland del Sur.
Funciones
La Marina de Guerra del Perú, en el marco de sus competencias y en atención al ordenamiento jurídico vigente, cumple las siguientes funciones:
- Garantizar la independencia, soberanía e integridad territorial de la República, en el ámbito de su competencia.
- Ejercer el control, la vigilancia y la defensa del dominio marítimo, el ámbito fluvial y lacustre del país.
- Participar en el control del orden interno, de acuerdo con lo establecido en la Constitución Política del Perú y la norrmativa legal vigente.
- Participar en la ejecución de las Políticas de Estado en materias de Seguridad y Defensa Nacional.
- Participar en la elaboración de las políticas relacionadas con el empleo de la Marina Mercante Nacional, como componente de la reserva naval.
- Desarrollar actividades de inteligencia orientadas a la Seguridad y Defensa Nacional en el ámbito de su competencia.
- Ejercer, a través de la Dirección General de Capitanías y Guardacostas, la autoridad marítima, fluvial y lacustre a nivel nacional, en el ámbito que le confiere la ley.
- Participar en la ejecución de las políticas de Estado en materia de desarrollo económico y social del país, defensa civil, ciencia y tecnología, objetos arqueológicos e históricos, asuntos antárticos, asuntos amazónicos, y de protección del medio ambiente, de acuerdo a la normativa legal vigente.
- Conducir las acciones de preparación, formación, capacitación, especialización, perfeccionamiento, entrenamiento, vigente, mantenimiento y equipamiento del Componente Naval de las Fuerzas Armadas, en función de los objetivos y de las Políticas de Seguridad y Defensa Nacional.
- Conducir el Sistema de Información y Monitoreo del Tráfico Acuático en el ámbito de su competencia, a través de la Dirección General de Capitanías y Guardacostas.
- Participar en Operaciones de Paz convocadas por la Organización de las Naciones Unidas (ONU) u otros organismos internacionales.
- Mantener a través de los medios navales la presencia del Estado peruano en el continente antártico.
- Desarrollar la investigación académica y científico-tecnológica en el ámbito naval; así como desarrollar actividades oceanográficas, meteorológicas, biológicas y de los recursos marítimos, fluviales y lacustres; actuando por sí o en colaboración con otras instituciones nacionales o extranjeras.
- Ejercer funciones de acuerdo a ley, en el ámbito de la Cartografía Náutica y Oceanográfica del Perú, así como administrar las actividades relacionadas con las ciencias del ambiente en el ámbito marítimo, fluvial y lacustre.
- Participar con los organismos de otros sectores en la formulación de los objetivos y políticas para el desarrollo de los Intereses Marítimos Nacionales.
- Promover y participar en la investigación científica e histórica destinada a la protección del patrimonio cultural subacuático, en coordinación con el sector correspondiente.
- Promover e impulsar la industria naval a través de los Servicios Industriales de la Marina SIMA.
- Gestionar ante el Ministerio de Defensa el patrocinio del personal militar sometido a investigaciones o procesos judiciales como consecuencia del ejercicio de sus funciones.
- Las demás que se señalen por ley.

Estructura Orgánica
La Marina de Guerra del Perú esta organizada para asegurar su empleo en tiempo de guerra; por ello la organización en tiempo de paz deriva directamente de las necesidades organizacionales en tiempo de guerra, en el frente externo, frente interno o ambos. El criterio fundamental aplicado es que toda la organización pueda pasar rápida y ordenadamente de la situación de paz a guerra sin mayores cambios.
Asimismo, de acuerdo a Ley, la Marina de Guerra del Perú está compuesta por los siguientes órganos y sus funciones y atribuciones específicas:
- Alto Mando.- está conformado por el comandante general y el jefe del Estado Mayor General.

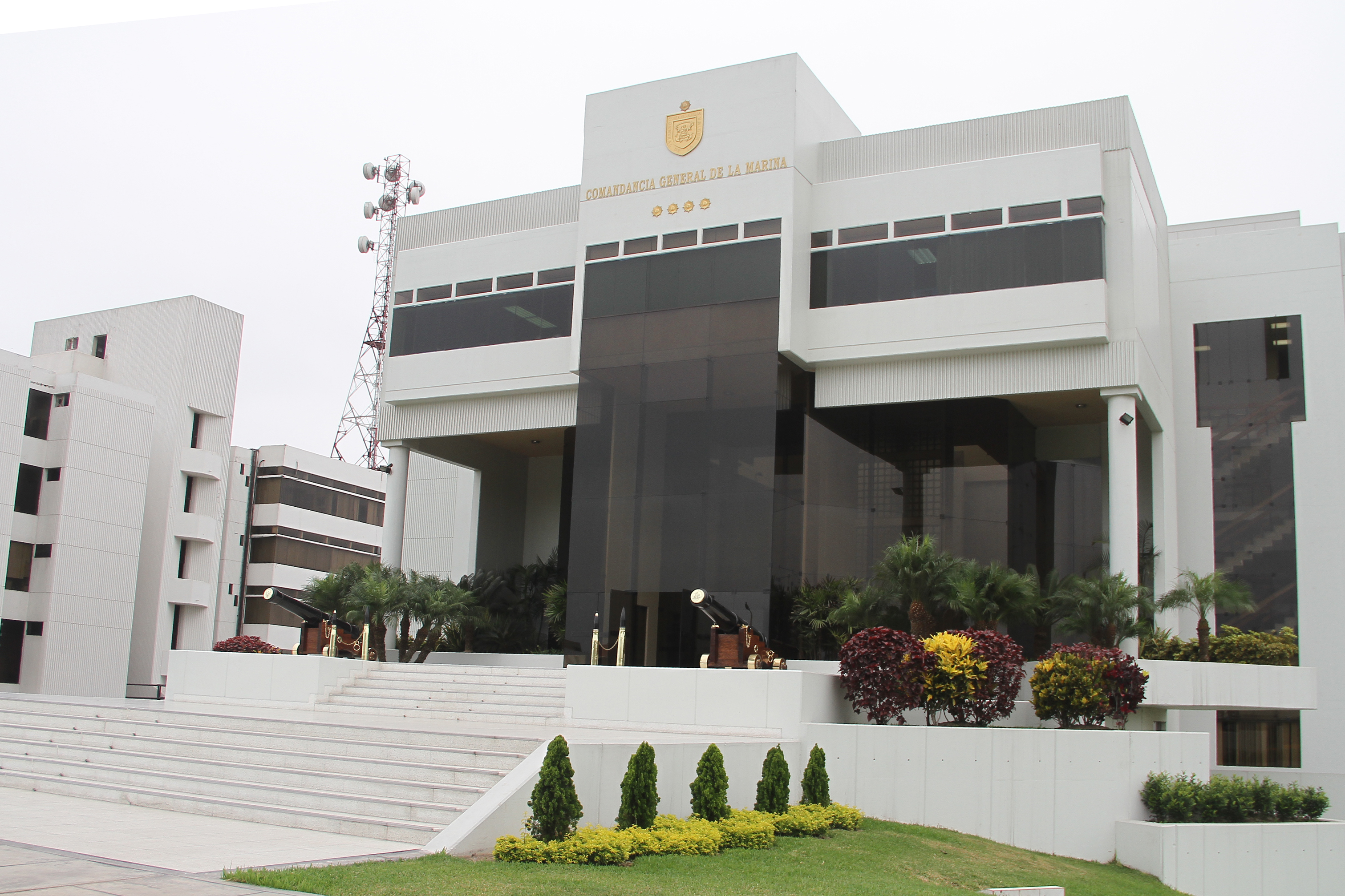
Comandancia General de la Marina de Guerra del Perú

- Órganos Consultivos.- encargados de analizar aquellos asuntos trascendentales relacionados con el funcionamiento y desarrollo de la institución, asesorando en temas que le sean consultados por el comandante general de la Marina, quien los convoca y preside.

- Órganos de Control.- órgano especializado responsable del control gubernamental en la institución de conformidad con las normas del Sistema Nacional de Control. Está ubicado en el mayor nivel jerárquico de la estructura orgánica de la institución.

- Órgano de Defensa Jurídica.- órgano encargado de ejercer la defensa jurídica de los intereses de la Marina de Guerra del Perú.

- Órgano de Inspectoría.- órgano cuyas competencias se circunscriben a asuntos militares, operacionales y disciplinarios.
- Órganos de Administración Interna.- aquellos que brindan apoyo a las actividades operacionales de la Marina de Guerra del Perú.
- Órganos de Línea.- aquellos entes operacionales de la institución y lo conforman las Comandancias Generales de Operaciones y la Dirección General de Capitanías y Guardacostas.

Alto Mando
La Comandancia General de la Marina es el órgano de comando del más alto nivel de la Marina de Guerra del Perú. Es ejercido por el comandante general de la Marina, quien depende del ministro de Defensa. Es desempeñado por el almirante designado por el presidente de la República entre los tres vicealmirantes de mayor antigüedad en el escalafón de Oficiales en actividad; para lo cual no se considera, de ser el caso, al Presidente del Comando Conjunto de las Fuerzas Armadas; otorgándosele la denominación distintiva de Almirante, mientras desempeñe el cargo.
El Estado Mayor General es el órgano de planeamiento y asesoramiento del más alto nivel. Tiene como función principal realizar el planeamiento estratégico institucional, formular la programación y supervisar la ejecución del presupuesto institucional correspondiente; así como, de la supervisión de los objetivos institucionales y la evaluación de las metas de gestión, para el logro de los mismos, en el corto, mediano y largo plazo.
Elabora las políticas institucionales relativas a la protección y promoción de los intereses marítimos y asesora en la toma de decisiones al comandante general, en las diferentes áreas de su competencia. El cargo de jefe del Estado Mayor General de la Marina es ejercido por un vicealmirante, de preferencia, el que sigue en antigüedad al comandante general de la Marina.
Órgano de Inspectoría
La Inspectoría General es el órgano encargado de las funciones de control, supervisión e investigación de los asuntos militares, operacionales y disciplinarios en el ámbito de su competencia, en concordancia con la normativa legal vigente. El cargo de inspector general será ejercido por un vicealmirante, de preferencia, el que sigue en antigüedad al jefe del Estado Mayor General; quien dirige, coordina y controla el funcionamiento de la Inspectoría General en el cumplimiento de sus funciones.
Órganos de Administración Interna
Son órganos encargados de realizar los procesos y actividades para cumplir la función específica de apoyo administrativo de personal, material, económico-financiero, educación y otros inherentes a las funciones de la Marina de Guerra del Perú. Actúan como entes técnicos normativos institucionales en los ámbitos de su responsabilidad, con la finalidad de cumplir con la normativa legal vigente sobre la materia.
Las Direcciones Generales están al mando de un Oficial Almirante y son las siguientes:
- Dirección General del Personal de la Marina
- Dirección General de Educación de la Marina
- Dirección General del Material de la Marina
- Dirección General de Economía de la Marina

Asimismo, también se encuentran las Direcciones, los cuales son órganos técnicos administrativos encargados de realizar los procesos y actividades para cumplir la función específica de apoyo administrativo, inteligencia, salud, bienestar, asuntos hidrográficos, intereses marítimos, información, telemática, proyectos navales, infraestructura terrestre, alistamiento naval, abastecimiento, transporte, actividades navieras propias de la Marina de Guerra del Perú, movilización y otros inherentes a las funciones de la institución.
Órganos de Línea
Las Comandancias Generales de Operaciones son órganos que ejercen el comando de los elementos operativos y zonas navales que le sean asignadas, orientados a ejercer el control, la vigilancia y la defensa del patrimonio marítimo, fluvial y lacustre del país en el área de su responsabilidad. Prepara, conduce y evalúa el entrenamiento de los elementos operativos, auxiliares asignados y del establecimiento naval terrestre de responsabilidad. Participan en la ejecución de acciones cívicas y de apoyo social en coordinación con las entidades públicas cuando corresponda. Ejecutan en el ámbito de su responsabilidad, tareas relacionadas con la protección del medio ambiente y de los recursos hídricos, en coordinación con los organismos del Estado competentes y con Armadas de los países de interés, en concordancia a los acuerdos bilaterales y normativa vigente.
La Dirección General de Capitanías y Guardacostas es el órgano que administra, norma y ejerce control y vigilancia sobre las áreas acuáticas, las actividades que se desarrollan en el ámbito marítimo, fluvial y lacustre, las naves y artefactos navales; ejerce funciones de policía marítima, fluvial y lacustre, en cumplimiento de las normas nacionales e instrumentos internacionales de los que el Perú es parte, con el fin de velar por la seguridad de la vida humana en el mar, ríos y lagos navegables, la protección del medio ambiente acuático, y reprimir las actividades ilícitas en el ámbito de su jurisdicción. La Dirección General de Capitanías y Guardacostas ejerce la Autoridad Marítima Nacional.
Roles Estratégicos
Del análisis de la misión, y visión, se derivan los roles estratégicos de la Marina de Guerra del Perú, plasmados como competencias en el Decreto legislativo n.º 1138, Ley de la Marina de Guerra del Perú, y demás normativas que regulan normativas que regulan las actividades de la institución; marco estratégico representado en el Plan de Largo Plazo, que comprende los objetivos institucionales y sus políticas asociados, los que son definidos a partir de estos roles, en cada uno de los cuatro (4) aspectos institucionales orientados a la misión institucional.
Rol de la Defensa de la Soberanía

Contribuir, dentro del accionar conjunto, a garantizar la independencia, soberanía e integridad, territorial ante amenazas externas; así como proteger los intereses nacionales donde sea requerido. El concepto Estratégico empleado será de “Disuasión”, mediante la demostración de capacidades reales durante entrenamientos conjuntos de las Fuerzas Armadas. Este concepto se complementa manteniendo presencia efectiva en nuestras áreas jurisdiccionales, así como en la región participando en ejercicios combinados y en visitas operacionales.

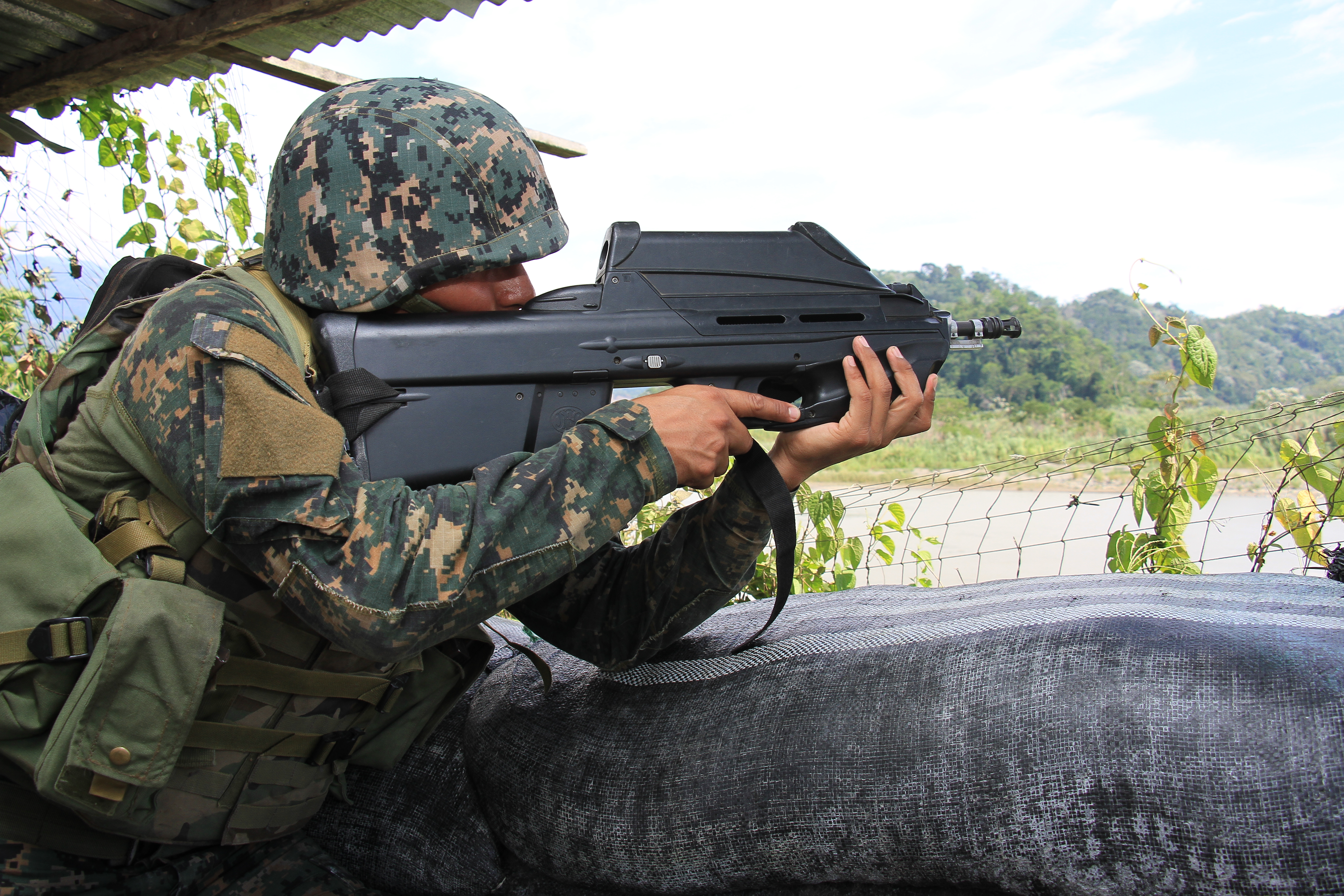
Infante de Marina operando en el VRAEM

Rol de la Participación en el Control del Orden Interno
Contribuir, dentro del accionar conjunto, en la defensa interior del territorio y participar en el control del orden interno cuando lo decrete el presidente de la República, de acuerdo a la ley.
El concepto Estratégico empleado será de “Disuasión, contención e interdicción”, desplegando unidades en operaciones de patrullaje y vigilancia en el área de interés, así como potenciando las estaciones y destacamentos desplazados en el área.
Rol de Ejercicio de la Autoridad Marítima

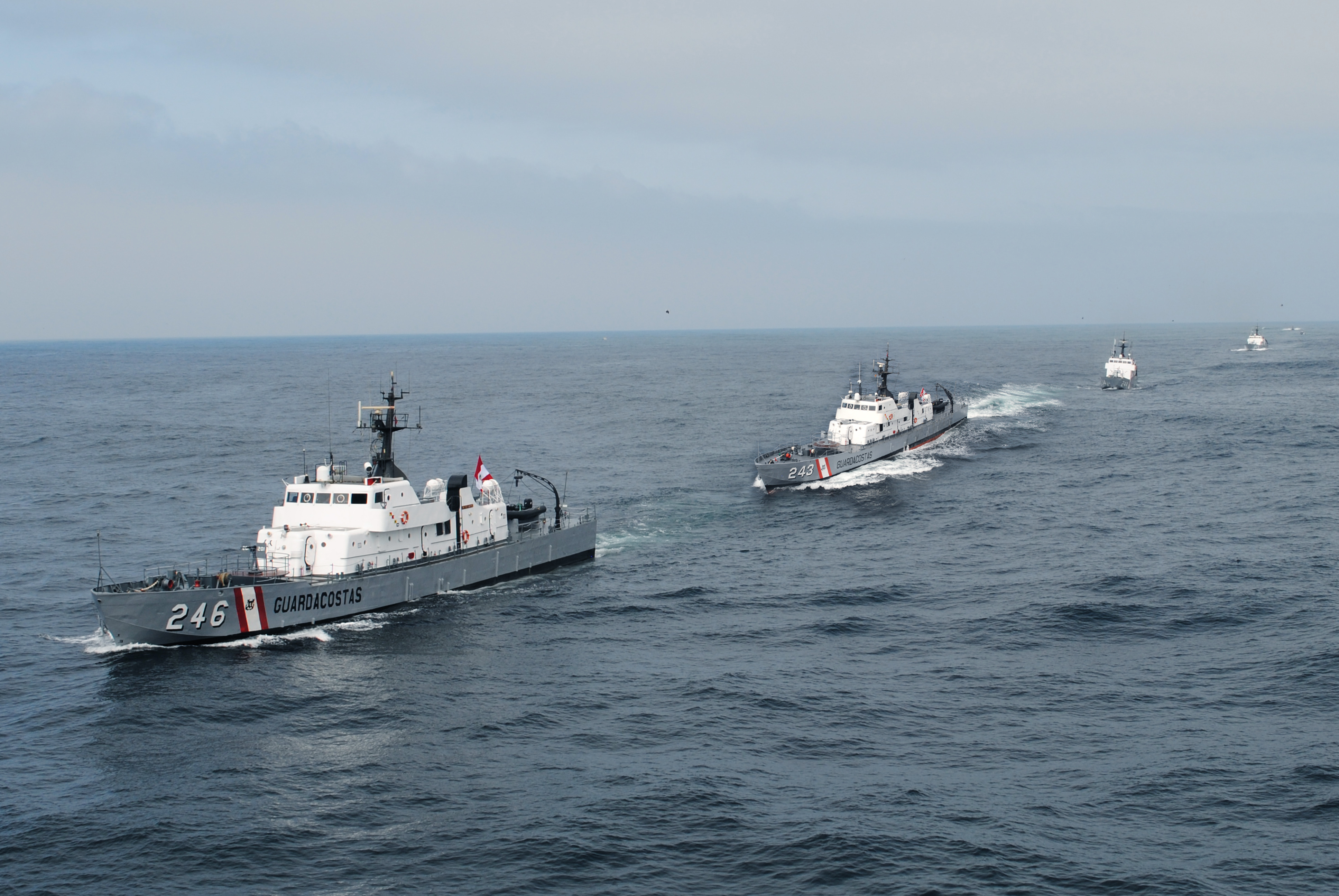
Autoridad Marítima

Velar por el cumplimiento de las leyes en el ámbito marítimo, fluvial y lacustre, protegiendo el patrimonio nacional, coadyuvando al desarrollo de las actividades productivas que se realizan en dicho medio, evitando el desarrollo de actividades ilícitas como el tráfico ilícito de drogas, el contrabando, la delincuencia en sus diferentes formas, la contaminación del medio ambiente, la sobreexplotación de recursos hidrobiológicos y minerales, participando en actividades de apoyo en caso de desastres, y de protección del medio ambiente, como en las de protección y seguridad de la vida humana en el medio acuático dentro de la responsabilidad de la Marina de Guerra del Perú de honrar los tratados y convenios internacionales de los cuales el Perú es estado parte, como aquellos vinculados a búsqueda y rescate.
El concepto Estratégico empleado será de “Control, vigilancia, prevención y Represión”, mediante el empleo de unidades navales, sistemas de detección y monitoreo, y despliegue de unidades de Capitanías y Guardacostas con énfasis en las áreas donde la comisión de estos delitos se hace más relevante en sus respectivos ámbitos de responsabilidad.
Mantener la presencia internacional de función a los viajes de instrucción al extranjero, la promoción de la imagen del país y de la Marina a través del desarrollo de actividades técnicas, científicas, académicas y de fomento a la confianza mutua, así como en la presencia, protección y resguardo de nuestros intereses en la Antártida. El concepto Estratégico empleado será de “Protección, cooperación y participación internacional”, desplegando unidades en operaciones de Paz o Ejercicios Multinacionales u otro tipo de actividades, que permitan promocionar la imagen institucional y del país en el extranjero.
Rol de Participación en las Acciones de Defensa Civil

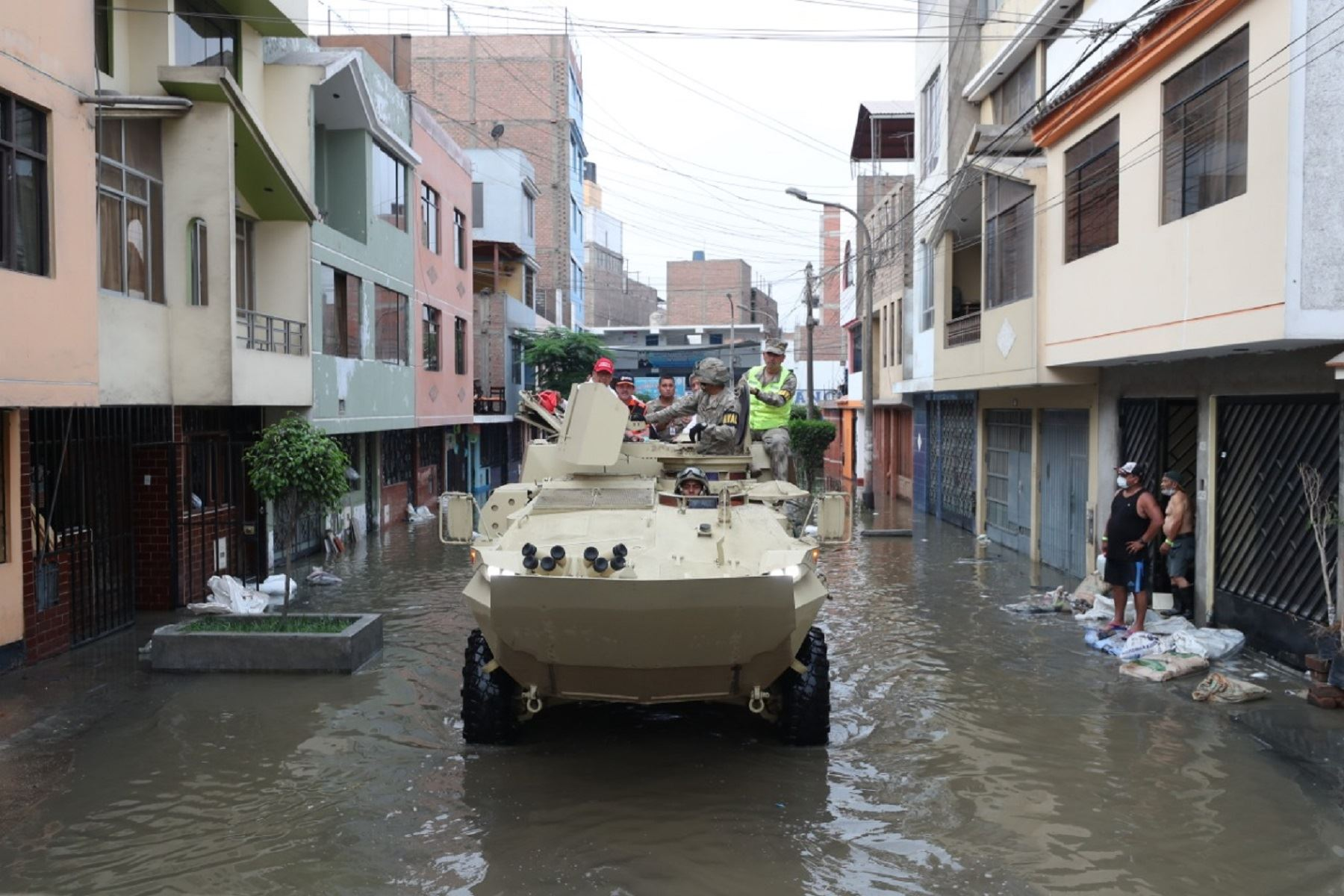
Participación de la Marina de Guerra del Perú en las acciones de Defensa Civil

Participar en operaciones de apoyo ante la ocurrencia de situaciones de emergencia o casos de desastres, apoyando con los medios asignados al esfuerzo nacional para disminuir sus efectos. El Concepto Estratégico empleado será de “Apoyo y Participación Activa”, desplegando en operaciones de Ayuda Humanitaria y apoyo ante situaciones de emergencia o en caso de desastres, para contribuir con reducir sus efectos en la población.
Rol de Contribución al Desarrollo Económico y Social del País
Contribuir al desarrollo económico y social del país mediante el control de las actividades acuáticas, la promoción de las actividades de investigación, desarrollo e innovación tecnológica. Potenciar la capacidad instalada de los arsenales navales incrementando el desarrollo industrial naval y metal mecánica en apoyo a otras entidades del Estado, y garantizar el transporte estratégico de hidrocarburos, fomentando la Marina Mercante Nacional.
Incrementar el conocimiento de la población del potencial existente en la actividad marítima, fluvial y lacustre resaltando el rol de la Institución y la importancia de los intereses marítimos; promover los intereses marítimos desarrollando programas a nivel nacional, orientados al sector educativo, empresarial, sindical y de los estamentos gubernamentales, incorporando a la población nacional en asuntos de defensa nacional; así como, contribuir con otros organismos del Estado a mejorar las condiciones de la población en zonas específicas, principalmente en el ámbito amazónico. El Concepto Estratégico empleado será de “Difusión. Fomento y Participación Activa” en el ámbito de su competencia que permita mejorar las condiciones socioeconómicas de la población.
Rol de apoyo a la política exterior
Proteger los Intereses Nacionales en el exterior, participando en conferencias y foros internacionales, incrementando la participación activa a través de las agregadurías navales, y coordinación, cooperación e intercambio con las Armadas y Organismos más importantes del mundo; asumiendo la responsabilidad de contribuir a la seguridad regional y mundial; incluyendo la participación de medios de la Institución en operaciones de mediana o larga duración fuera de aguas jurisdiccionales como parte de Fuerzas Multinacionales y en Operaciones de Paz, cooperando en la tarea de preservar la paz y el orden mundial.

## Consejo Superior de Marina
El Consejo Superior de Marina cambia cada año, los cambios se deben a ascensos a la clase de Vicealmirante, o pase a retiro, tiempo de servicio, renovación o cambio en la Comandancia General. Actualmente el Consejo Superior de la Marina de Guerra del Perú, lo conforman los siguientes oficiales: 
- Almirante [Luis José Polar Figari] - comandante general de la Marina.
- Vicealmirante César Ernesto Colunge Pinto - jefe del Estado Mayor General de la Marina.
- Vicealmirante Federico Bravo de Rueda Delgado - comandante general de Operaciones del Pacífico.
- Vicealmirante Rodolfo Sablich Luna Victoria - director general de Capitanías y Guardacostas.
- Vicealmirante Oscar Alejandro Torrico Infantas - director general del Material de la Marina.
- Vicealmirante Percy Antonio Pérez Bramosio - director general del Personal de la Marina.

## Bases
- Sede de la Comandancia General de la Marina en el distrito de La Perla, Callao.Callao - (Segunda Zona Naval)

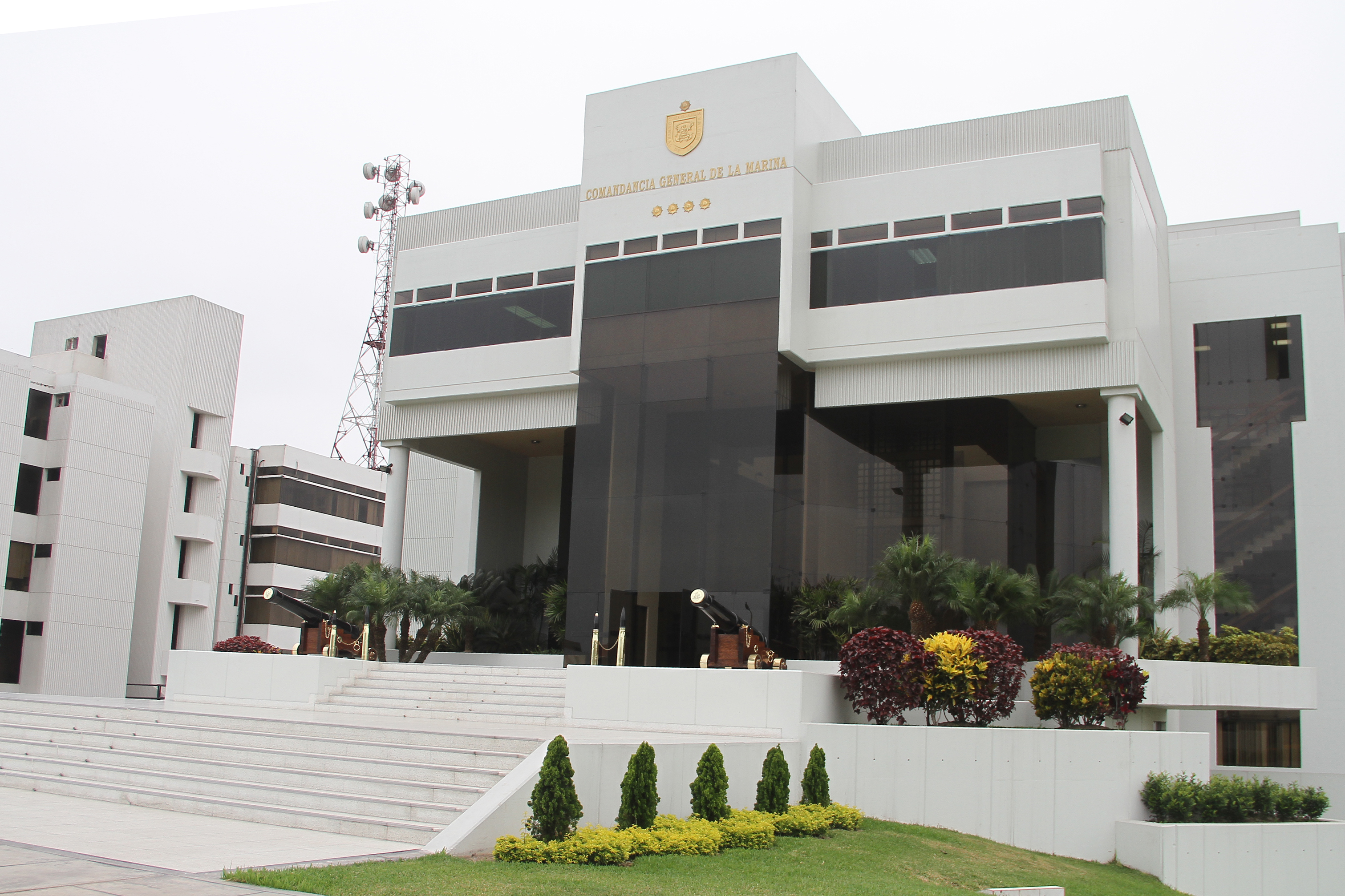
Sede de la Comandancia General de la Marina en el distrito de La Perla, Callao.

  - Comandancia General de Operaciones del Pacífico
  - Principal Base Naval
  - Astillero Principal (SIMA - Callao)
  - Base de Aviación Naval
  - Dirección General de Capitanías y Guardacostas
  - Escuela Naval del Perú
  - Escuela Superior de Guerra Naval
  - Escuela Nacional de Marina Mercante
  - Centro Médico Naval
  - Direcciones Administrativas
- Iquitos - (Quinta Zona Naval)
  - Comandancia General de Operaciones de la Amazonía
  - Capitanía de puerto fluvial
  - Astillero Menor (SIMA - Iquitos)
- Paita - (Primera Zona Naval)
  - Comandancia Primera Zona Naval
  - Base Menor
  - Capitanía de Puerto.
- Mollendo - (Tercera Zona Naval)
  - Comandancia Tercera Zona Naval
  - Capitanía de Puerto.
- Pucallpa (Cuarta Zona Naval)
  - Comandancia Cuarta Zona Naval
  - Capitanía de Puerto.
- Chimbote
  - Base menor
  - Astillero Menor (SIMA - Chimbote)
  - Capitanía de Puerto.
- Ancón
  - Base y Cuartel General de la Infantería de Marina.
- San Juan de Marcona
  - Escuela de Aviación Naval
  - Base Menor
  - Capitanía de Puerto.
- Puno
  - Capitanía de Puerto (sobre el Lago Titicaca).

## Flota naval

### Fragatas Misileras
Clase Carvajal (tipo Lupo)
- BAP Almirante Grau (FM-53) antes BAP Montero
- BAP Villavicencio (FM-52)
- BAP Mariátegui (FM-54)

Clase Aguirre (tipo Lupo)
- BAP Aguirre (FM-55)
- BAP Palacios (FM-56)
- BAP Bolognesi (FM-57)
- BAP Quiñones (FM-58)

### Corbetas Misileras
Clase Velarde (tipo PR-72P)
- BAP Velarde (CM-21)
- BAP Santillana (CM-22)
- BAP De los Heros (CM-23)
- BAP Herrera (CM-24)
- BAP Larrea (CM-25)
- BAP Sánchez Carrión (CM-26)

Clase Pohang
- BAP Ferré (CM-27), transferida por la Armada de Corea del Sur, corbeta Ex PCC-758
- BAP Guise (CC-28), transferida por la Armada de Corea del Sur, corbeta Ex PCC-767

### Submarinos
Submarino clase Angamos (tipo 209/1200)
- BAP Angamos (SS-31), antes BAP Casma
- BAP Antofagasta (SS-32)
- BAP Pisagua (SS-33)
- BAP Chipana (SS-34)

Submarino clase Islay (tipo 209/1100)
- BAP Islay (SS-35)
- BAP Arica (SS-36)

### Buques de desembarco

#### Buques de desembarco/asalto anfibio
- BAP Eten (DT-144) - (LST Clase Terrebonne Parish)
- BAP Pisco (AMP-156) LPD Tipo Makassar
- BAP Paita (AMP-157) LPD Tipo Makassar

### Unidades Guardacostas

#### Patrullero Oceánico
- BAP Guardiamarina San Martín (PO-201) (antes BAP Carvajal FM-51)[9]

#### Patrulleras Marítimas Clase Río Pativilca
- BAP Rio Pativilca (PM-204)
- BAP Rio Cañete (PM-205)
- BAP Río Piura (PM-206)
- BAP Río Quilca (PM-207)
- BAP Río Tumbes (PM-208)
- BAP Río Locumba (PM-209)
- BAP Río Huarmey (PM-210)
- BAP Río Nepeña (PM-211)

#### Patrulleras Marítimas Clase Río Sama
- BAP Río Chira (PM-223) - clase Río Sama (antes PGM-111)[10]

#### Patrulleras de Costa
- Patrulleras de costa (motor modelo CAT-C7) reemplazan a clase Río Cañete: 
  - Parachique (PC-213)
  - San Andrés (PC-214)
  - Atico (PC-239)
  - Malabrigo (PC-240)
  - Catarindo (PC- 241)
  - Punta Pariñas (PC-242)
  - Casma (PC-248)
  - Tortugas (PC-249).[11]
- Patrulleras de costa clase Chicama (tipo Sea Ark - motor modelo 3208): 
  - Chicama (PC-216)
  - Huanchaco (PC-217)
  - Chorrillos (PC-218)
  - Chancay (PC-219)
  - Camaná (PC-220)
  - Chala (PC-221).
- Patrulleras de costa clase Zorritos (tipo PGPC-50 - motor modelo 3126B): 
  - Cancas (PC-222)
  - Punta Arenas (PC-224)
  - Santa Rosa (PC-225)
  - Pacasmayo (PC-226)
  - Barranca (PC-227)
  - Coishco (PC-228)
  - Independencia (PC-229)
  - San Nicolás (PC-230)
  - Matarani (PC-234)
  - Sama (PC-238).
- Patrulleras de costa clase Río Majes: 
  - Río Santa (PC-232)
  - Río Majes (PC-233)
- Patrulleras de costa clase Río Virú: 
  - Río Virú (PC-235)
  - Río Lurín (PC-236)
- 6 Patrulleras de costa de la Clase MGP-2000 - recibidas en 2013, desplazamiento de 5 toneladas
- 2 Lanchas de Servicio de Práctico (LSP) clase Mantilla – desplazamiento de 5 Tn, recibidas en 2013: 
  - Grumete Mantilla (LSP-180)
  - Grumete Aguilar (LSP-181)
- 13 lanchas rápidas incursoras (Punta Malpelo, Punta Sal, etc.)
- Deslizadores de bahía clase La Cruz: 
  - La Cruz (DCB-350)
  - Cabo Blanco (DCB-351)
  - Colán (DCB-352)
  - Samanco (DCB-353)
  - Besique (DCB-354)
  - Salinas (DCB-355)
  - Ancón (DCB-356)
  - Paracas (DCB-357).
- Deslizadores de bahía clase Máncora: 
  - Máncora (DCB-212)
  - Huara (DCB-213), Guilca (DCB-214).
- Deslizadores de bahía: 
  - La Punta (DCB-358)
  - Yacila (DCM-365).

### Unidades auxiliares
- BAP Tacna (ARL-158) -Buque de reabastecimiento logístico- antes HNLMS Amsterdam (A-386)[12]
- BAP Morales (RAS-180) - (Remolcador Auxiliar de Salvamento)
- BAP San Lorenzo (ART-323) - (Buque de Recuperación de Torpedos)
- BAP Caloyeras (ACA-111) (Cisterna de agua costero)
- BAP Noguera (ACP-118) - (Cisterna de petróleo costero - clase YO)
- BAP Gauden (ACP-119) - (Cisterna de petróleo costero - clase YO)
- BAP Mejia (ARB-120) - (Remolcador de bahía - clase YTL)
- BAP Huerta (ARB-121) - (Remolcador de bahía - clase YTL)
- BAP Dueñas (ARB-126) - (Remolcador de bahía - 1 Clase YTB)
- BAP Olaya (ARB-128) - (Remolcador de bahía - clase YTM)
- BAP Selendón (ARB-129) - (Remolcador de bahía - clase YTM)

### Unidades fluviales

#### Cañoneras fluviales
- BAP Amazonas (UCF-11) - (unidad de control fluvial)
- BAP Loreto (UCF-12) - (unidad de control fluvial)
- BAP Marañón (CF-13) - (cañonero fluvial)
- BAP Ucayali (CF-14) - (cañonero fluvial)
- BAP Clavero (CF-15) - (cañonero fluvial)
- BAP Castilla (CF-16) - (cañonero fluvial) - clase Clavero, recibido en marzo de 2016.[13][14][15]

#### Patrulleras fluviales
- Patrulleras fluviales clase Río Contamana: 
  - Contamana (PF-250), PF-251
  - Atalaya (PF-252)
  - Zorritos (PF-253).
- Patrulleras fluviales clase Río Tambopata: 
  - Poyeni (PF-254)
  - Aguaytia (PF-255)
  - Puerto Inca (PF-256)
  - San Alejandro (PF-257).
- Patrulleras fluviales clase Río Huallaga: 
  - Río Huallaga (PF-260)
  - Río Santiago (PF-261)
  - Río Putumayo (PF-262)
  - Río Nanay (PF-263).
- Patrulleras fluviales clase Río Napo: 
  - Río Napo (PF-264)
  - Río Yavari (PF-265)
  - Río Matador (PF-266)
  - Río Pachitea (PF-267).
- Patrulleras fluviales clase Río Itaya: 
  - Río Itaya (PF-270)
  - Río Patayacu (PF-271)
  - Río Zapote (PF-272)
  - Río Chambira (PF-273).
- Patrulleras fluviales clase nueva Río Itaya: Río Itaya (recibida en 2013, transporta hasta 18 efectivos)[16]
- 3 Lanchas de interdicción fluvial River Patrol 24, recibidas en 2013.[17]
- 42 Lanchas de interdicción ribereña LIR (Lancha de intervención rápida).
- 2 Unidades de interdicción ribereña (UIR) - (12 efectivos en c/u).

#### Unidades especiales
- 7 Hovercraft GH-2000 TD(M)[18]

#### Unidades Fluviales de Apoyo Social
- BAP Stiglich (AHI-172)- Buque hidrográfico fluvial
- BAP AEH-177 - Buque hidrográfico fluvial
- BAP Yaguas (ABH-302) - Buque hospital
- BAP Corrientes (ABH-303) - Buque tópico
- BAP Curaray (ABH-304) - Buque tópico
- BAP Pastaza (ABH-305) - Buque tópico
- BAP Río Napo PIAS (Plataforma Itinerante de Acción Social)
- BAP Río Yavarí (Plataforma Itinerante de Acción Social)
- BAP Río Morona (Plataforma Itinerante de Acción Social)
- BAP Río Putumayo I (Plataforma Itinerante de Acción Social)
- BAP Río Putumayo II (Plataforma Itinerante de Acción Social)

Unidades Fluviales Auxiliares
- BF Comaina (ABP-336) - Bote fluvial reconvertida a cisterna
- BF Huazaga (ABP-337) - Bote fluvial principal, motochata fluvial con 60 efectivos[19]
- BF Chinganaza (ABP-338) - Bote fluvial secundaria, motochata fluvial con 36 efectivos[20]
- BF Cenepa (ABP-339) - Bote fluvial secundaria, motochata fluvial con 36 efectivos
- B/C Barcazas Cisternas tipo Río Itaya (ABP-343 a ABP-346)
- E/F Empujadores fluviales: Tapuina (AER-180), Gaudín (AER-186), Zambrano (AER-187).
- 6 botes del tipo Gamitana (para control fluvial y transporte de pasajeros).

### Buques escuela
- BAP Unión (BEV-161) - (Buque Escuela a Vela)
- BAP Marte (ALY-313) - (Velero de instrucción)

### Unidades lacustres
- BAP Lago Titicaca I (Plataforma Itinerante de Acción Social)
- BAP Puno (ABH-306) - Buque hospital lacustre (antes BAP Yapura)
- Patrulleras lacustres clase P-33: 
  - Río Ramis (PL-290)
  - Río Ilave (PL-291).
- Patrulleras lacustres modelo 3126B: 
  - Juli (PL-293)
  - Moho (PL-294)
- Patrulleras lacustres - recibidas en 2013:[21]
  - San Nicolás (PL-225)
  - Santa Rosa (PL-230)

### Buques de investigación científica
- BAP Carrasco (BOP-171) - Buque oceanográfico polar
- BAP Stiglich (AHI-172) - Buque hidrográfico fluvial
- BAP Zimic (BSH-173) - antes HNLMS Abcoude
- BAP La Macha (AEH-174) - Buque oceanográfico
- BAP Carrillo (AH-175) - antes HMNLS Van Hamel
- BAP Melo (AH-176) - antes HMNLS Van der Wel
- BAP AEH-177 Buque hidrográfico fluvial

### Buques museos y reliquias históricas
- BAP Abtao - (submarino Museo) (antes SS-42)
- BAP América (RH-90) (Reliquia Histórica - cañonero fluvial, CF-15)
- BAP Yavarí - (vapor lacustre de hierro más antiguo navegando - 1862)

## Unidades fuera de servicio en fechas recientes
- BAP Almirante Grau (CLM-81) - Crucero clase De Ruyter ex HNLMS De Ruyter - 26 de septiembre de 2017.
- BAP Callao (DT-143) - Hundido como buque blanco el 30 de septiembre de 2021.
- BAP Talara (ATP-152) - Petrolero Clase Talara - 12 de agosto DE 2008.[22]
- BAP Lobitos (ATP-153) - Tanquero Clase Sealift Pacific ex-USNS Sealift Caribbean (T-AOT-174) - 20 de julio de 2008[23]

## Fuerza de Aviación Naval

### Aviones
- 7 x Beechcraft T-34C-1 Turbo Mentor[24][25]
- 5 x Beechcraft B-200T/CT Super King Air[24]
- 4 x Fokker 60 (dos MPA[26] y dos utilitarios[27] - recibidos en 2010[28]).
- 2 x Antonov An-32B Cline - uno recibido en abril de 2020.[24]
- 2 x Fokker 50 - recibidos en noviembre de 2014.[29][30]
- 1 x Cessna 206

### Helicópteros
- 5 x Kaman SH-2G Super Seasprite[31] - recibidos en 2022.[32]
- 4 x Enstrom F-28F Falcon[33] (uno perdido en 2009[34] y uno adicional comprado en 2013[24][35]).
- 3 x Agusta SH-3D Sea King[24]
- 3 x Agusta-Bell 412SP - recibidos en julio del 2015.[36]
- 2 x Sikorsky UH-3H Sea King - recibidos en 2010[28]
- 2 x Augusta Bell 212 ASW[24]
- 2 x Bell 206B Jet Ranger[24]
- 1 x Mil Mi-8T Hip C

## Armamento

### Misiles
- MBDA Exocet MM-40 Block III - Antibuque y blancos costeros Superficie-Superficie.
- MBDA Exocet AM-39 Block I - Antibuque Aire-Superficie.
- MBDA Exocet MM-38 - Antibuque Superficie-Superficie.
- Otomat Mk 2 Block II - Antibuque Superficie-Superficie
- Aspide 1A - Antiaéreo Superficie-Aire.
- Maverick AGM-65 - Antitanque-Antibunker Aire-Superficie

### Torpedos
- A-184 533mm pesado.
- A-244 324mm ligero.
- SST-4 Mod 0 533mm pesado - de Atlas Elektronik.
- SUT-264 pesado - de Atlas Electronic.

## Fuerza de Infantería de Marina
Brigada de Infantería de Marina
- Batallón de Infantería de Marina Nro. 1 "Guarnición de Marina" (BIM-1)
- Batallón de Infantería de Marina Nro. 2 "Guardia Chalaca" (BIM-2)
- Batallón de Infantería de Marina Nro. 3 "Combatientes de Punta Malpelo" (BIM-3)
- Batallón de Comandos "Teniente Primero Leoncio Prado Gutierrez"
- Batallón de Vehículos Tácticos
- Batallón de Artillería "Capitán de Navío Juan Guillermo More Ruíz"
- Batallón de Ingeniería

Infantería de Selva
- Batallón de Infantería de Marina de la Amazonía Nro. 1 "Teniente Segundo Raúl Riboty Villalpando" (BIMA-1)
- Batallón de Infantería de Marina de la Amazonía Nro. 2 "Teniente Primero Sergio Gonzales Quevedo" (BIMA-2)

Cuerpo Histórico de la Infantería de Marina
- Compañía Juan Fanning García[37]

### Equipamiento principal de la Infantería de Marina
- 32 Vehículos blindados LAV-II (8x8) para la Brigada Expedicionaria Anfibia (BEA)
- 25 Transportes blindados de personal BMR-600
- Jeep Kia KM-420
- Obús D-30A de calibre 122mm
- Morteros Soltam de 120mm
- Batería móvil costero antibuque Tiburón, integrado con misiles superficie superficie Otomat Mk2 Block II

## Fuerza de Operaciones Especiales (FOES)
- Grupo de Operaciones Especiales Norte
- Grupo de Operaciones Especiales Centro
- Grupo de Operaciones Especiales Nor-Oriente
- Grupo de Salvamento

## Escuelas de Formación

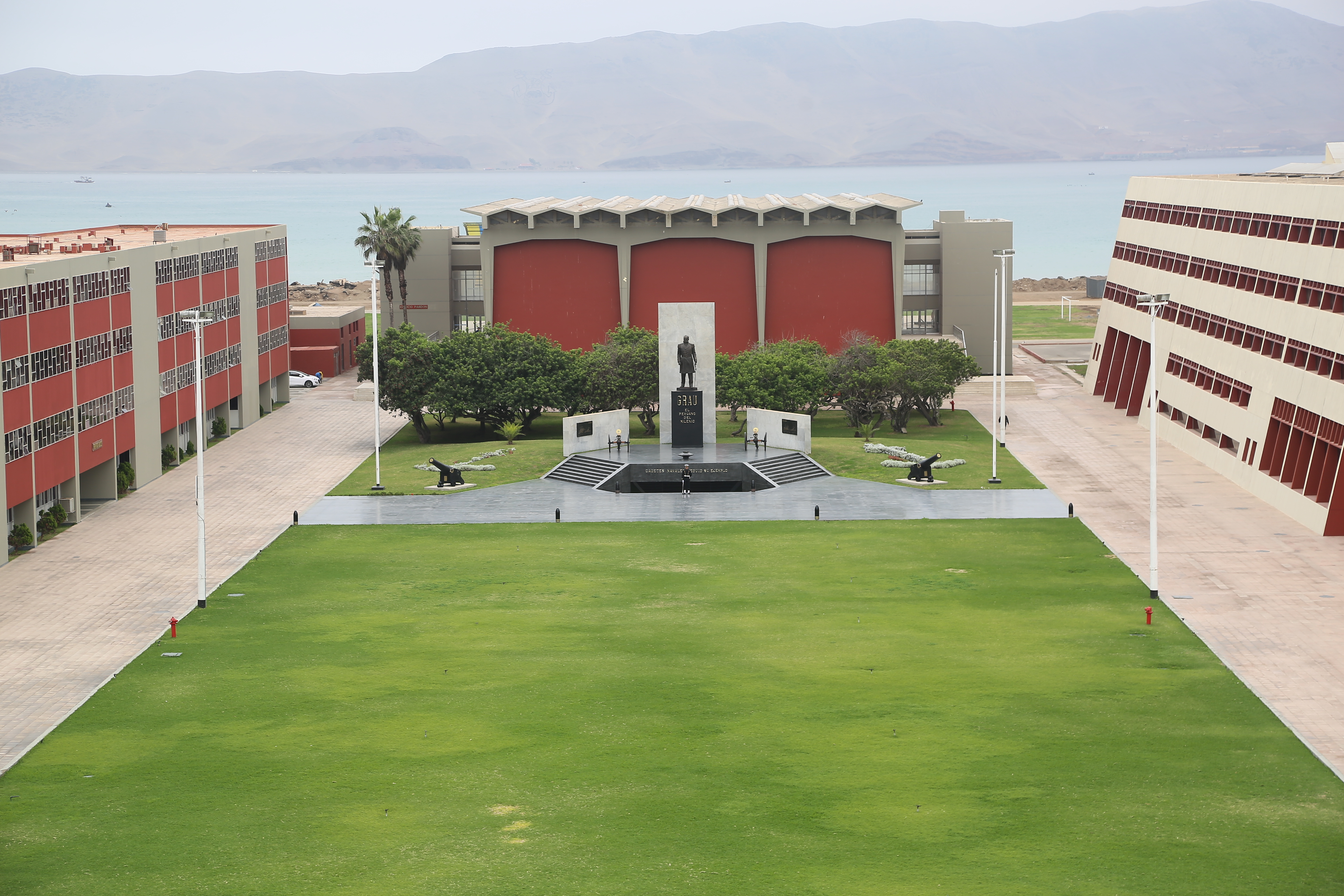
Escuela Naval del Perú (ESNA).

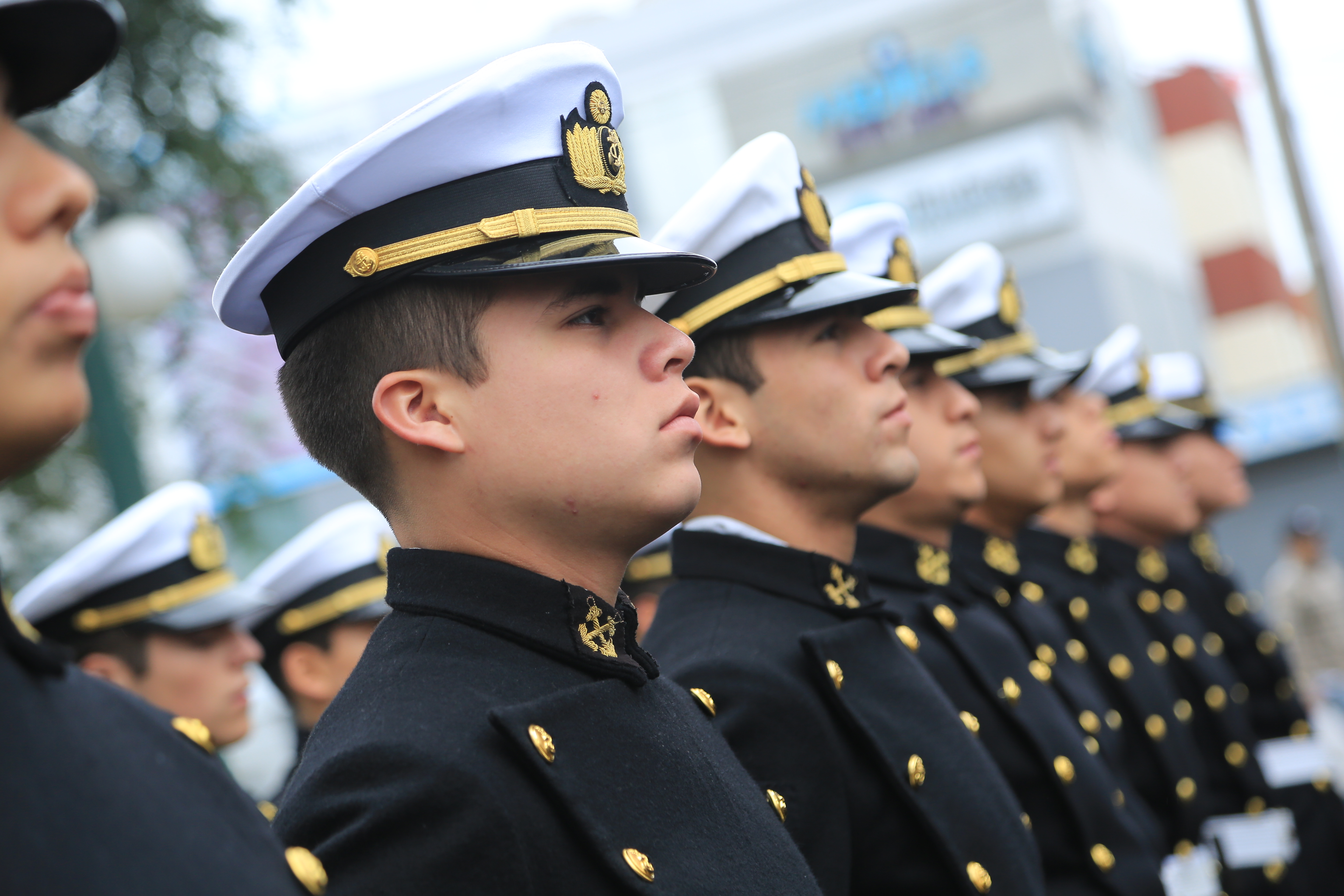
Cadetes de la ESNA.

### Escuela Naval del Perú - ENP
La formación del futuro Oficial de Marina se realiza en la Escuela Naval del Perú con base en seis pilares: el académico, el naval, el físico, el sociocultural, el náutico, y el moral y ético. cada uno de ellos contribuye a que el Cadete Naval alcance una formación integral; y que al finalizar sus cinco años en la escuela se gradúe como bachiller en ciencias Marítimas Navales, y reciba el despacho de Alférez de Fragata y la espada de mando, la cual generalmente es entregada por el señor Presidente de la República.

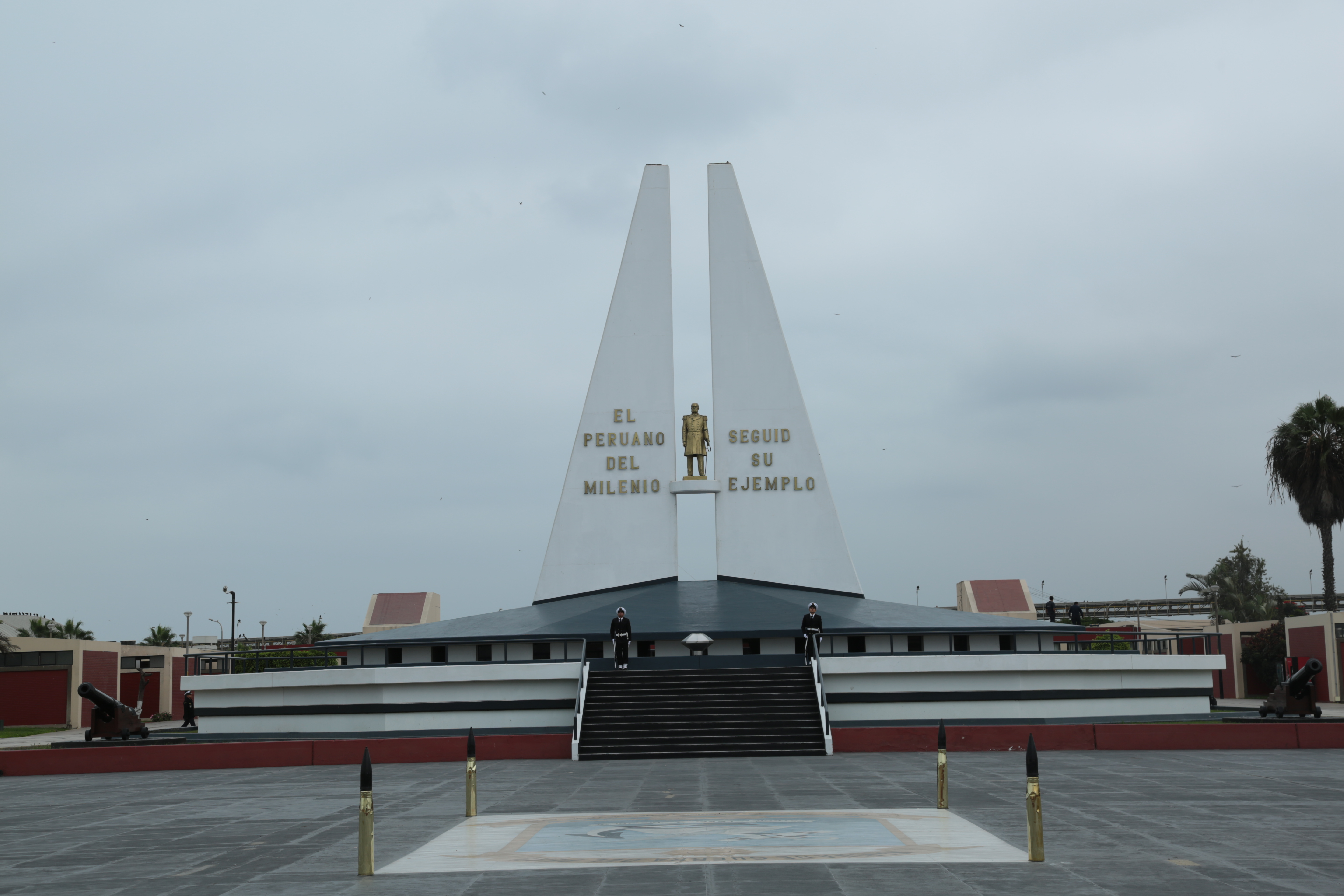
Instituto de Educación Superior Tecnológico Público Naval-CITEN

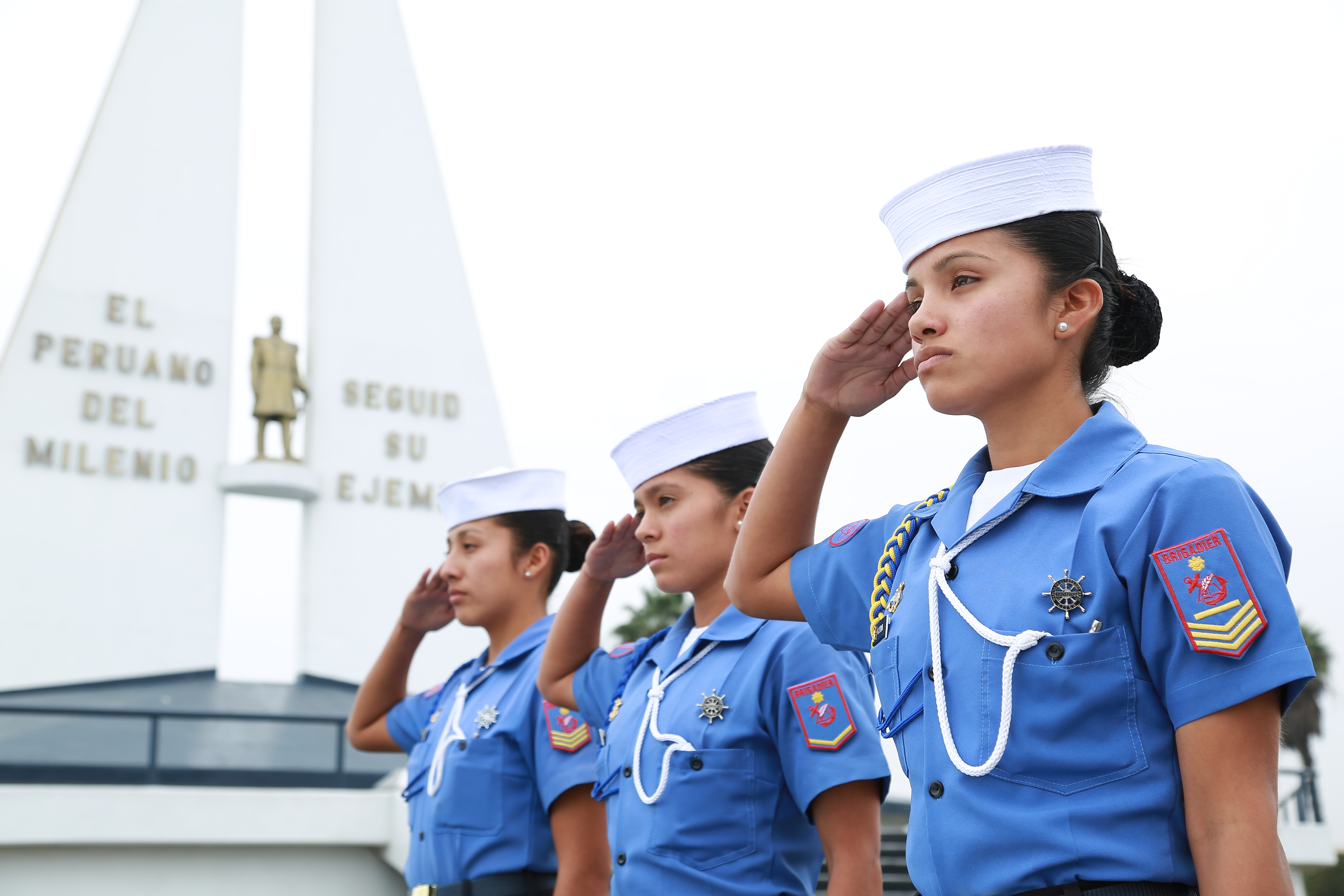
Alumnas del Instituto de Educación Superior Tecnológico Público Naval - CITEN

### Instituto de Educación Superior Tecnológico Público Naval - CITEN
El Instituto de Educación Superior Tecnológico Público Naval - CITEN recibe cada año, tras una rigurosa selección, a hombres y mujeres que han de constituirse en dotaciones de Unidades y Dependencias, cubriendo responsabilidades relacionadas con las especialidades que optaron los futuros Oficiales de Mar durante tres años de formación profesional técnica, para servir eficientemente a la Marina de Guerra del Perú.

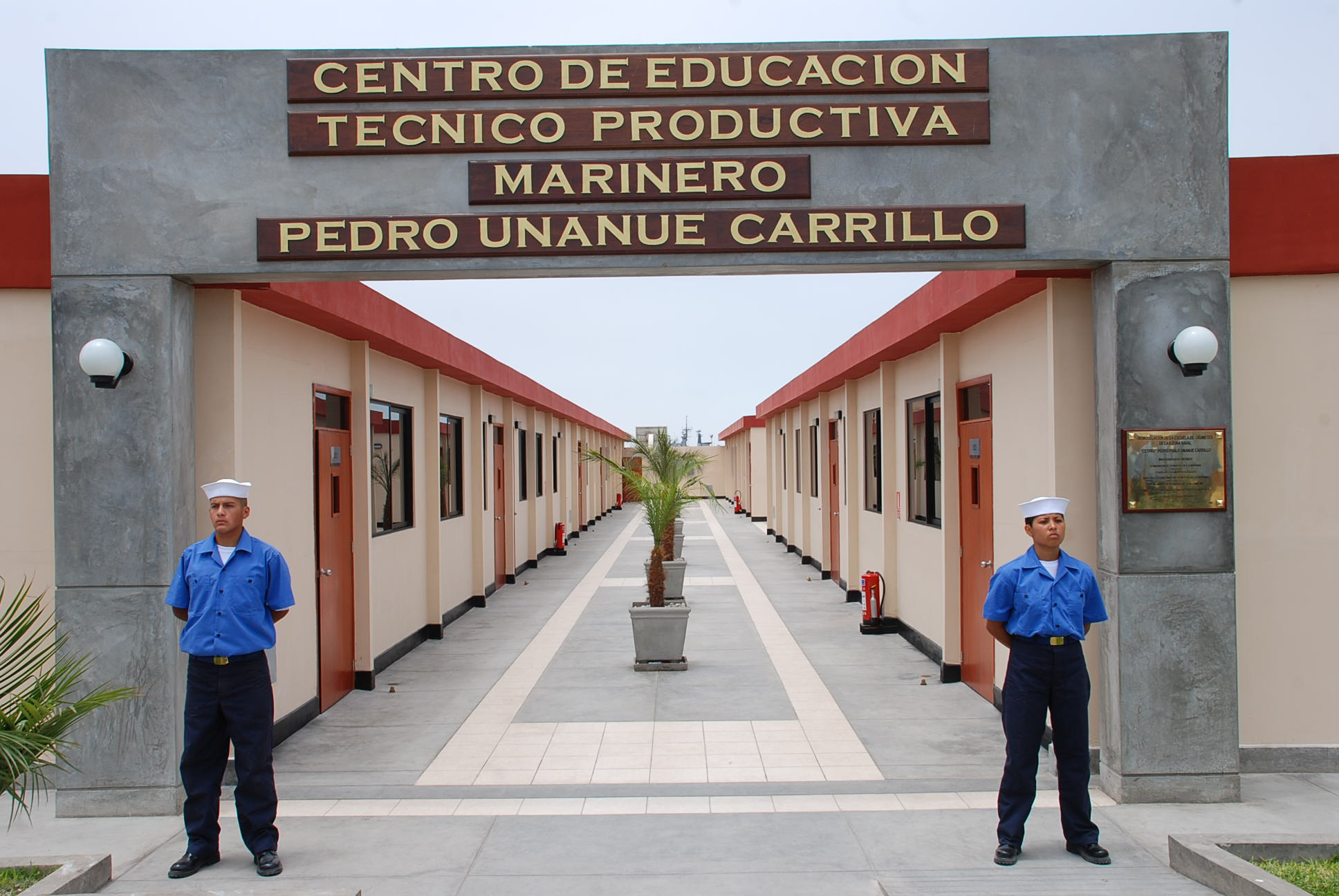
Escuela de Grumetes

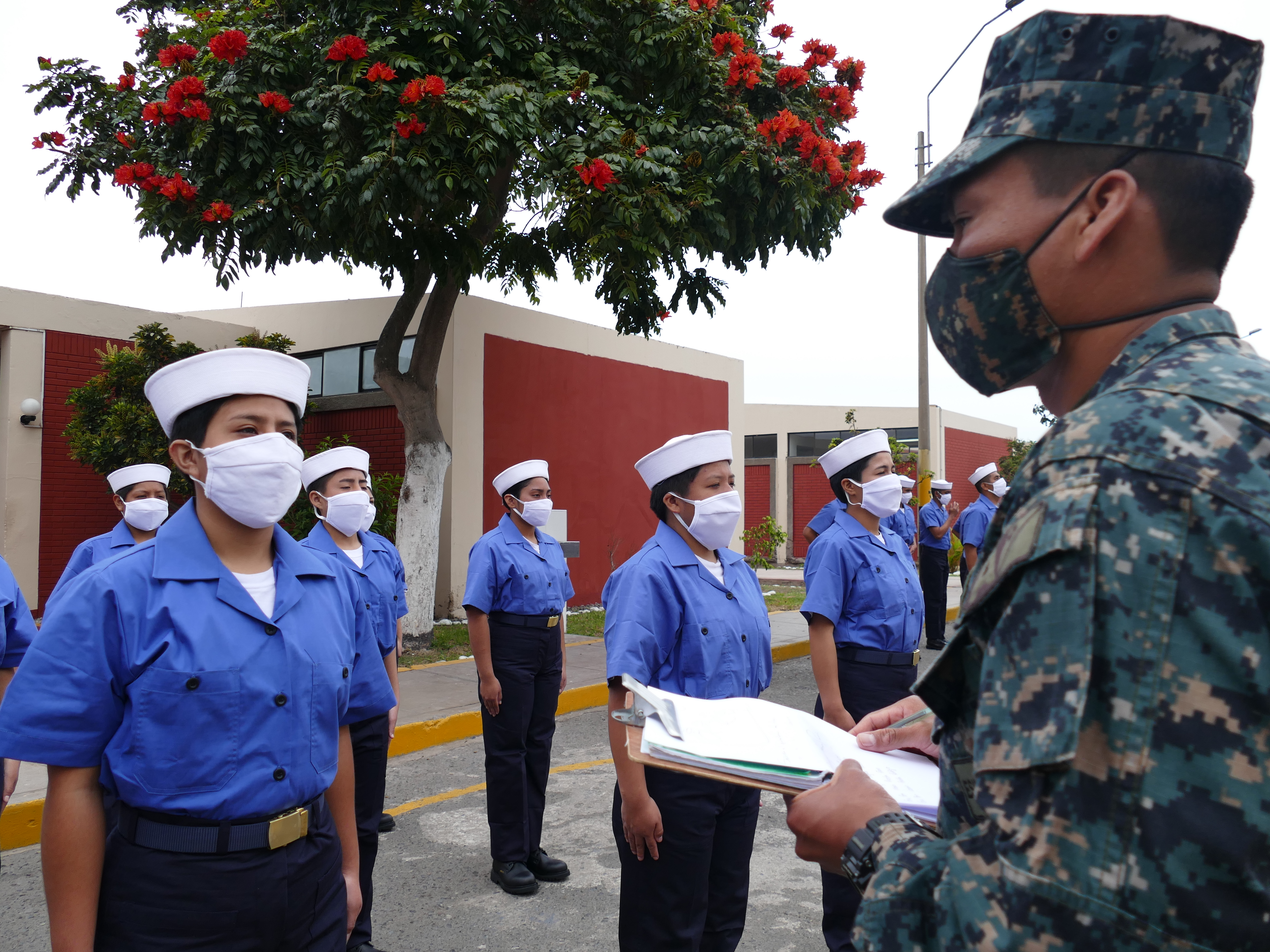
Escuela de Grumetes

### Escuela de Grumetes
La Marina de Guerra del Perú a través de la Escuela de Grumetes, ofrece a la juventud peruana una alternativa de vida, al brindarles además de una formación militar, una Educación Técnico Productiva en el transcurso de su Servicio Militar, para que posteriormente puedan insertarse al mercado laboral.

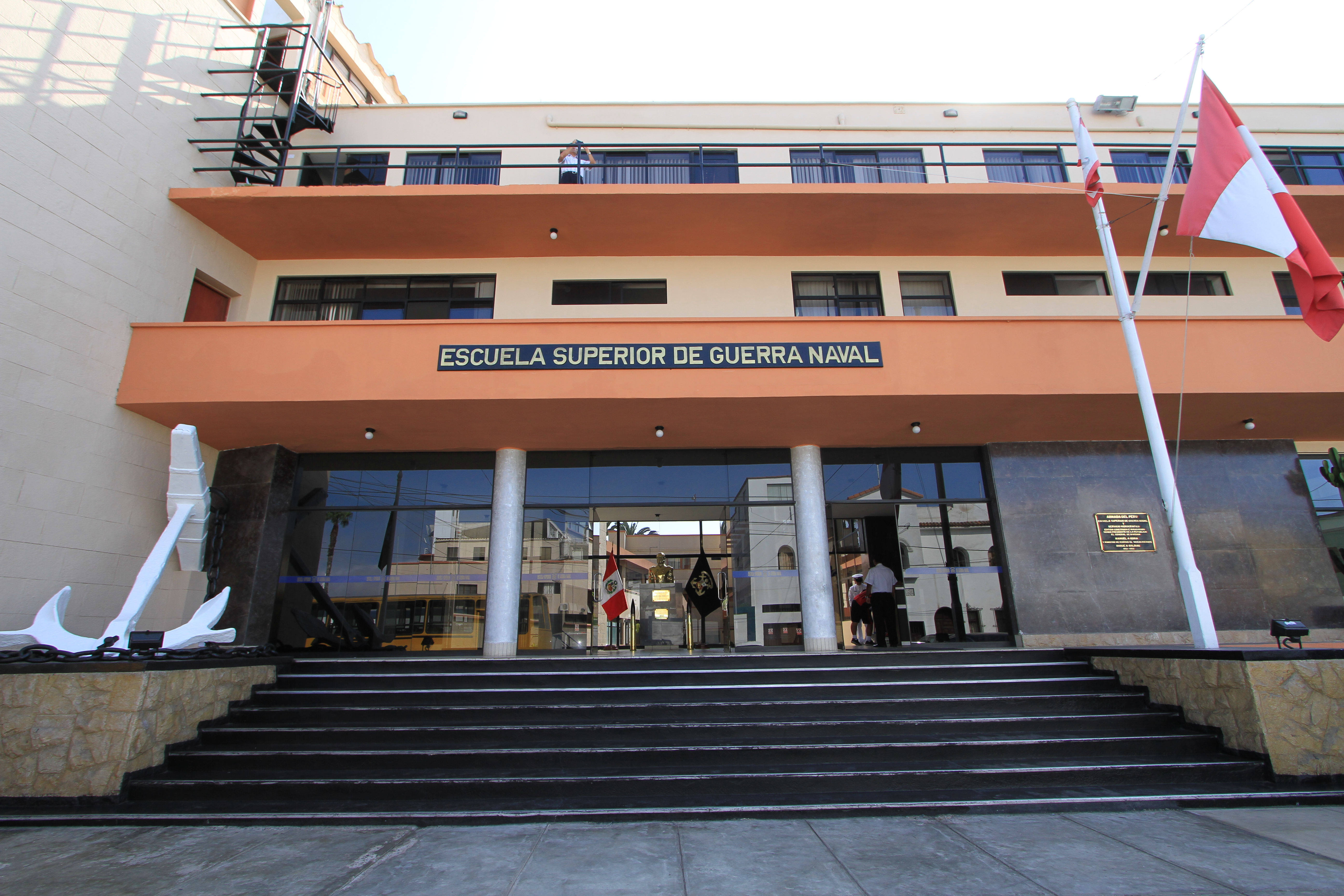
Escuela Superior de Guerra Naval - ESUP

### Escuela Superior de Guerra Naval ESUP
La Escuela Superior de Guerra Naval brinda cursos de postgrado a los Oficiales de Marina para complementar su formación a lo largo de su carrera naval, en los diferentes grados académicos que alcanzan.